# Nuria Espí de Navas
Nuria Espí de Navas (València, 8 de juliol de 1958) és una política valenciana, diputada a les Corts Valencianes en la V, VI i VII legislatures.
Ha treballat com a administrativa i ha estat secretària de polítiques socials i migratòries a Comissions Obreres. Posteriorment s'ha afiliat al PSPV-PSOE, partit amb el qual fou elegit regidora a l'ajuntament de València el 1995-1999. El 1997 fou nomenada responsable de serveis socials de la Comissió executiva nacional del PSPV-PSOE i ha estat escollida diputada per la província de València a les eleccions a les Corts Valencianes de 1999, 2003 i 2007, on ha estat portaveu adjunta del grup socialista.
Considerada persona de màxima confiança de Leire Pajín Iraola, deixà l'escó quan el 6 de novembre de 2010 fou nomenada Delegada del Govern per al Pla Nacional sobre Drogues, dependent del Ministeri de Sanitat, Política Social i Igualtat. Deixà càrrec a finals de 2011, amb l'arribada del PP al poder a Madrid. En 2013 el Congrés dels Diputats li va obrir un expedient sancionador per no declarar el seu patrimoni.